# ماکووچتسه
ماکووچتسه (به لاتین: Makowczyce) یک روستا در لهستان است که در گمینا دوبروجنگ واقع شده‌است.